# Secrets (extended play)
Secrets es el segundo EP de la cantante Pop/R&B y actriz Raven-Symoné. Fue lanzado en iTunes Store en diciembre de 2008.

## Información
El EP contiene 2 canciones no lanzadas del cuarto álbum de estudio de la cantante y una canción que se encuentra en la edición internacional del álbum antes mencionado. La descarga de las canciones es gratis.
La canción "Secrets" fue escrita por Raven acerca de una experiencia que tuvo con un novio tiempo atrás, aunque no ha sido terminada, aun así fue lanzada en el EP. También es conocida como "Secrets Of Love".
La canción "Through To You" también es conocida como "Through My Eyes".

## Canciones
| N.º   | Título           | Escritor(es)                                                                 | Productor(es) | Duración |  |
| 1.    | «Secrets»        | Raven-Symoné                                                                 | Rupert Gayle  | 4:48     |  |
| 2.    | «Through To You» | Scott MacFarland Carter, Damon Hayes, Rupert Lloyd Gayle, Andrew Omar Grange | Rupert Gayle  | 4:02     |  |
| 3.    | «Face To Face»   | Scott MacFarland Carter, Damon Hayes, Warren O. Felder, Dabney Tawanna       | Oak           | 3:40     |  |
| 12:30 |                  |                                                                              |               |          |  |